# Nektar

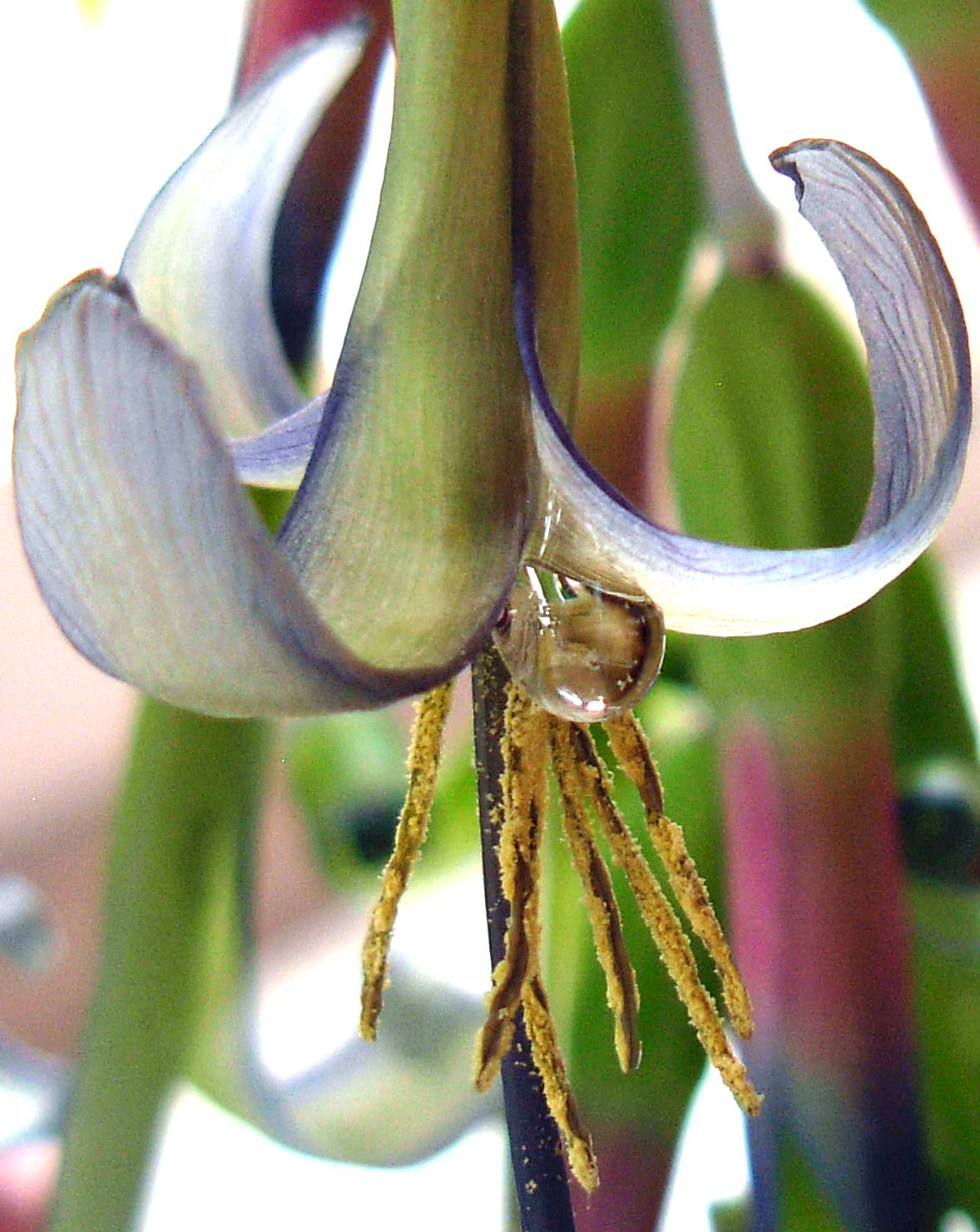
Närbild på nektardroppe hängande mellan kronblad och ståndare. De gula pollenkornen fastnar på insekter som dricker av nektardroppen.

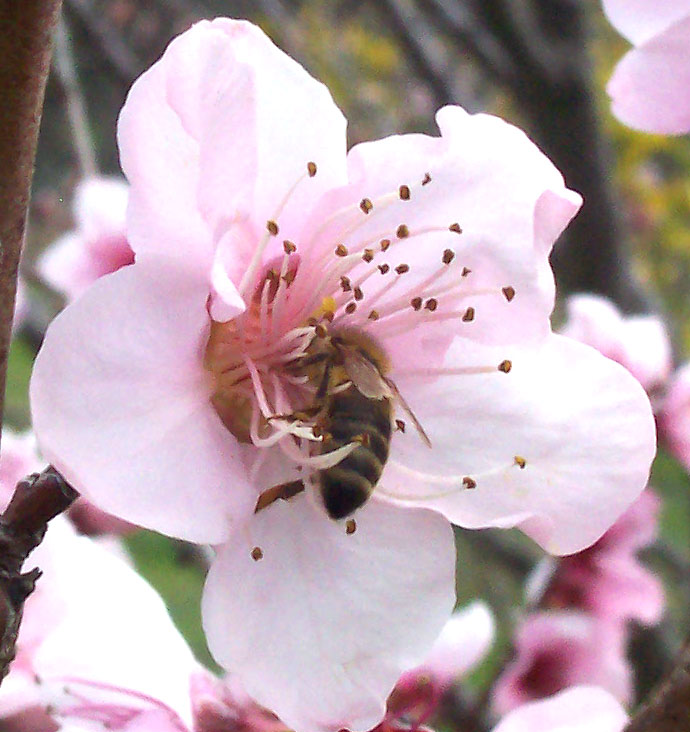
Bi som suger nektar.

Nektar kan också syfta på Nektar (dryck)
Nektar är en söt vätska som produceras i många blommor för att attrahera insekter och fåglar (kolibrier) för att dessa ska pollinera (befrukta) blomman. Pollen fastnar på djuret som sedan för det vidare till nästa blomma där det förs över till blommans pistill som, om allt går väl, därmed blir befruktad.
Nektarn produceras vanligen i speciella organ, nektarier och lagras i nektargömmen (honungsgömmen] i blommorna. Nektargömmena kan vara fack eller sporrar och ofta har blomman streck- eller fläckmönster som leder pollinatören rätt.
Nektarn kan konsumeras av djuret direkt eller tas med till boet där djuret kan ge det till sin avkomma eller lagra det. Bin är några av de mest kända nektarsamlande insekterna och används av människor för att ge honung.